# Îles Arginuses
Les îles Arginuses sont des îles de la mer Égée. 

## Géographie
Elles se situent dans la mer Égée, au large de la côte de l'Asie Mineure (la région antique de l'Éolide), entre Bademlin (l'ancienne Canae) et  Aliağa (l'ancienne Cymé) et face à l'ile de Lesbos. Autrefois au nombre de trois, elles ne sont plus que deux Garep et Kalim, la troisième ayant été depuis reliée au continent par accumulation de sédiments,

## Histoire
La bataille navale des Arginuses est l'un des derniers épisodes de la guerre du Péloponnèse, un des derniers sursauts d'Athènes avant son écrasement final en 404 av. J.-C.. Lors de cette bataille, les Athéniens, commandés par huit généraux, défirent la flotte des Spartiates commandée par Callicratidas en 406, mais une tempête empêcha les Athéniens de recueillir leurs dépouilles : en rentrant à Athènes, tous les généraux furent condamnés à mort pour cela. Socrate s'illustra en prenant leur défense au cours du procès.

### Source
Marie-Nicolas Bouillet  et Alexis Chassang (dir.), « Îles Arginuses » dans Dictionnaire universel d’histoire et de géographie, 1878 (lire sur Wikisource)